# Джентльменский капитализм
Джентльменский капитализм — теория нового империализма; впервые выдвинута историками П. Дж. Кейном (англ. Peter J. Cain) и А. Г. Хопкинсом в 1980-х годах и развитая в их же работе 1993 года «Британский империализм». Теория утверждает, что британский империализм был обусловлен интересами банкиров из Лондон-Сити и интересами крупных земельных владельцев. Работа призывает сместить акценты и увидеть важнейший источник влияния не в провинциальных производителях или геополитических стратегиях, а в интересах высших финансовых и рентных кругов Лондона, которым и отвечало, прежде всего, расширение империи.